# Bèufort
Beaufort-sur-Gervanne és un municipi francès situat al departament de la Droma i a la regió d'Alvèrnia-Roine-Alps. L'any 2007 tenia 380 habitants.

## Demografia

### Població
El 2007 la població de fet de Beaufort-sur-Gervanne era de 380 persones. Hi havia 164 famílies de les quals 70 eren unipersonals (35 homes vivint sols i 35 dones vivint soles), 47 parelles sense fills, 43 parelles amb fills i 4 famílies monoparentals amb fills.
La població ha evolucionat segons el següent gràfic:
Habitants censats

### Habitatges
El 2007 hi havia 271 habitatges, 172 eren l'habitatge principal de la família, 76 eren segones residències i 23 estaven desocupats. 218 eren cases i 51 eren apartaments. Dels 172 habitatges principals, 127 estaven ocupats pels seus propietaris, 44 estaven llogats i ocupats pels llogaters i 1 estava cedit a títol gratuït; 7 tenien una cambra, 18 en tenien dues, 33 en tenien tres, 29 en tenien quatre i 85 en tenien cinc o més. 96 habitatges disposaven pel capbaix d'una plaça de pàrquing. A 91 habitatges hi havia un automòbil i a 57 n'hi havia dos o més.

### Piràmide de població
La piràmide de població per edats i sexe el 2009 era:
| Homes | Edats   | Dones |
| ----- | ------- | ----- |
| 0     | 95 o +  | 0     |
| 0     | 90 a 94 | 0     |
| 4     | 85 a 89 | 4     |
| 8     | 80 a 84 | 12    |
| 12    | 75 a 79 | 4     |
| 0     | 70 a 74 | 16    |
| 8     | 65 a 69 | 8     |
| 8     | 60 a 64 | 16    |
| 12    | 55 a 59 | 0     |
| 4     | 50 a 54 | 4     |
| 8     | 45 a 49 | 8     |
| 16    | 40 a 44 | 12    |
| 4     | 35 a 39 | 0     |
| 8     | 30 a 34 | 16    |
| 12    | 25 a 29 | 12    |
| 4     | 20 a 24 | 4     |
| 12    | 15 a 19 | 4     |
| 12    | 10 a 14 | 0     |
| 8     | 5 a 9   | 8     |
| 0     | 0 a 4   | 16    |

## Economia
El 2007 la població en edat de treballar era de 225 persones, 160 eren actives i 65 eren inactives. De les 160 persones actives 136 estaven ocupades (73 homes i 63 dones) i 25 estaven aturades (12 homes i 13 dones). De les 65 persones inactives 26 estaven jubilades, 17 estaven estudiant i 22 estaven classificades com a «altres inactius».

### Ingressos
El 2009 a Beaufort-sur-Gervanne hi havia 179 unitats fiscals que integraven 405 persones, la mediana anual d'ingressos fiscals per persona era de 14.608 €.

### Activitats econòmiques
Dels 21 establiments que hi havia el 2007, 2 eren d'empreses alimentàries, 1 d'una empresa de fabricació de material elèctric, 2 d'empreses de fabricació d'altres productes industrials, 2 d'empreses de construcció, 1 d'una empresa de comerç i reparació d'automòbils, 1 d'una empresa de transport, 4 d'empreses d'hostatgeria i restauració, 3 d'empreses de serveis, 4 d'entitats de l'administració pública i 1 d'una empresa classificada com a «altres activitats de serveis».
Dels 4 establiments de servei als particulars que hi havia el 2009, 1 era una oficina de correu, 1 paleta i 2 restaurants.
L'únic establiment comercial que hi havia el 2009 era una llibreria.
L'any 2000 a Beaufort-sur-Gervanne hi havia 14 explotacions agrícoles que ocupaven un total de 111 hectàrees.

## Equipaments sanitaris i escolars
El 2009 hi havia una escola elemental integrada dins d'un grup escolar amb les comunes properes formant una escola dispersa.

## Poblacions més properes
El següent diagrama mostra les poblacions més properes.